# 香川県道19号坂出港線
香川県道19号坂出港線（かがわけんどう19ごう さかいでこうせん）は、香川県坂出市を通る県道（主要地方道）である。

## 概要

### 路線データ
- 起点：坂出市入船町一丁目（坂出港）
- 終点：坂出市川津町（川津交差点、国道11号交点、国道319号起点、国道438号終点）

## 歴史
- 1981年（昭和56年）4月30日 - 香川県道・徳島県道4号坂出貞光線、川津交差点以南が国道438号へ昇格。
- 1982年（昭和57年）
  - 4月1日 - 建設省（現国土交通省）が主要県道坂出貞光線の一部と一般県道坂出港線を主要地方道坂出港線に指定。
  - 12月14日 - 県道4号の残る部分を香川県道19号坂出港線として認定し、起点を文明町交差点から坂出港へ延長。
- 1993年（平成5年）5月11日 - 建設省から、県道坂出港線が坂出港線として主要地方道に再指定される[1]。
- 2022年（令和4年）3月9日 - JR四国坂出駅西側の約580 mの区間が4車線化。これにより都市計画道路 富士見町線としての全区間の4車線化工事が完了した[2]。

## 路線状況
本路線は国道11号と坂出市中心部を結ぶ路線で交通量が多い。そのため、文明町交差点から川津交差点間で4車線化工事が行われた。一時は用地買収を拒絶している地権者もいたが、2008年（平成20年）に入り合意された。

### 重複区間
- 香川県道33号高松善通寺線（坂出市入船町1丁目・入船町1交差点 - 坂出市中央町・中央町交差点）

### 都市計画道路路線指定
- 坂出市
  - 富士見町線 文明町交差点 - 川津交差点

## 地理

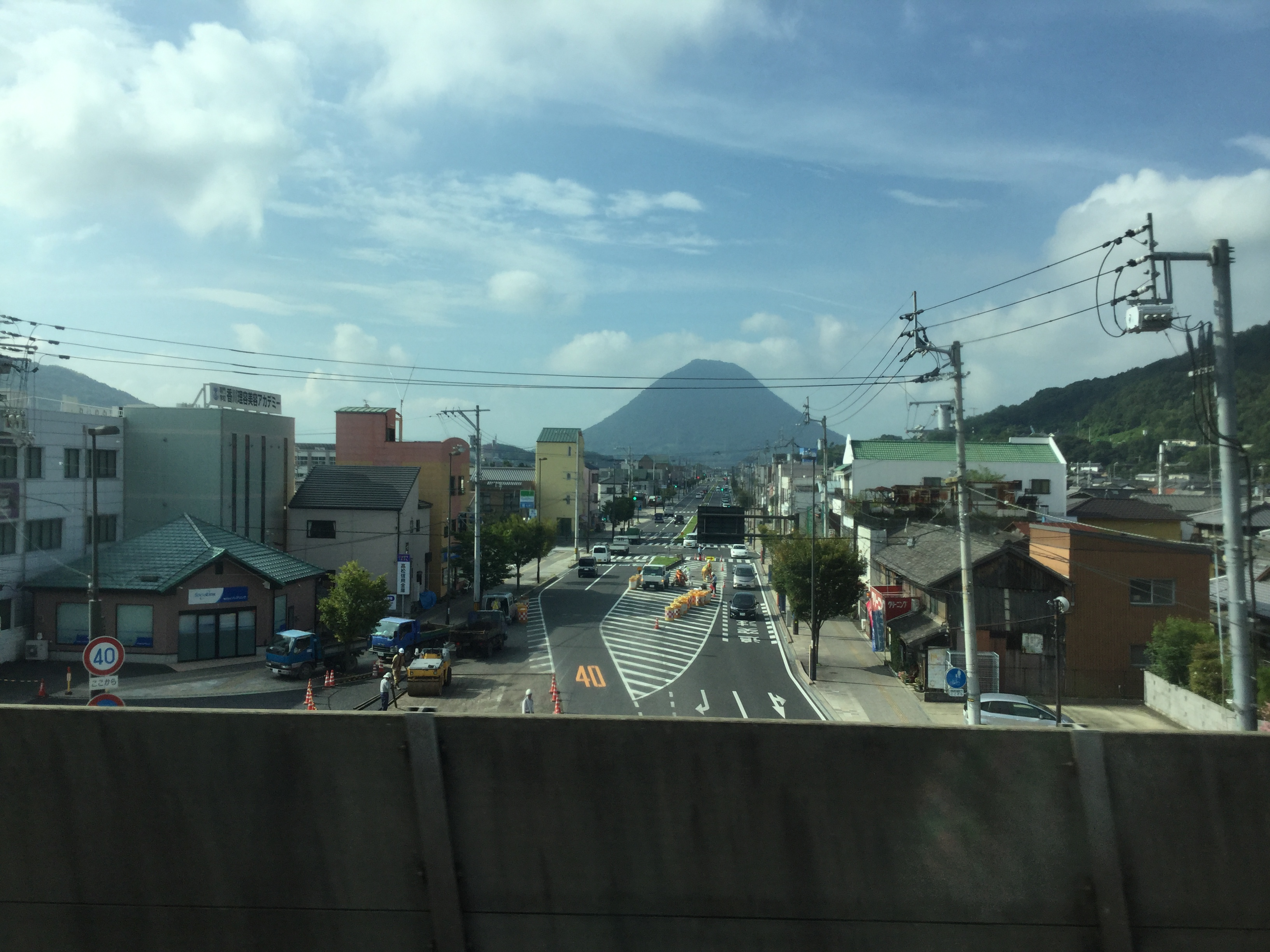
坂出駅西の予讃線高架橋から南方向を見る。県道19号と飯野山。4車線化工事中。2019年9月撮影。

### 通過する自治体
- 坂出市

### 交差する道路
| 交差する道路                                                   | 交差する場所 | 交差する場所           |
| -------------------------------------------------------------- | ------------ | ---------------------- |
| 香川県道186号大屋冨築港宇多津線                                | 入船町1丁目  | 坂出市両景橋東詰交差点 |
| 香川県道20号坂出停車場線 香川県道33号高松善通寺線 重複区間起点 | 入船町1丁目  | 坂出市入船町1交差点    |
| 香川県道33号高松善通寺線 重複区間終点                          | 中央町       | 坂出市中央町交差点     |
| 国道11号 国道319号 国道438号                                   | 川津町       | 川津交差点 / 終点      |

### 交差する鉄道
- 予讃線（瀬戸大橋線）

### 沿線
- 坂出市立病院
- 香川大学教育学部附属坂出小学校